# 중심정맥압
중심정맥압(中心靜脈壓, central venous pressure, CVP)은 심장 우심방 근처에서의 대정맥의 혈압이다. 중심정맥압은 심장으로 돌아오는 혈액량인 정맥환류량과 심장이 동맥으로 혈액을 펌프질하는 능력을 반영한다. 종종 중심정맥압은 우심방압(RAP)의 좋은 근사치로 이용되고는 한다. 그러나 우심방과 대정맥 사이에 압력차가 존재할 수 있으므로 두 용어가 완전히 같은 것은 아니다. 동맥의 긴장도가 달라지면 중심정맥압과 우심방압이 서로 달라질 수 있다. 중심정맥압의 정상 범위는 5-10 cmH2O이다.
중심정맥압은 전부하를 대신하여 사용되어 왔으며 현재도 종종 이용되고 있다. 정맥 주사를 통해 수액을 투입했을 때 그에 따른 중심정맥압의 변화는 부피 반응성(더 많은 수액이 심박출량을 개선할 수 있을지 여부)을 예측하기 위해 쓰이기도 했다. 그러나 중심정맥압의 값이나 수액에 대한 변화는 심실 용적(전부하)이나 부피 반응성과 상관관계를 보이지 않기 때문에 정맥 수액 치료의 유도에 쓰여서는 안된다. 그럼에도 불구하고 중심정맥압의 감시는 혈류역학적인 치료를 유도하기 위한 유용한 도구이다. 개의 경우 중심정맥압이 증가하면 심장과 폐의 압력반사를 통해 체혈관저항(systemic vascular resistance, SVR)을 감소시키고, 심박수와 심실의 심근수축력은 증가시킨다.

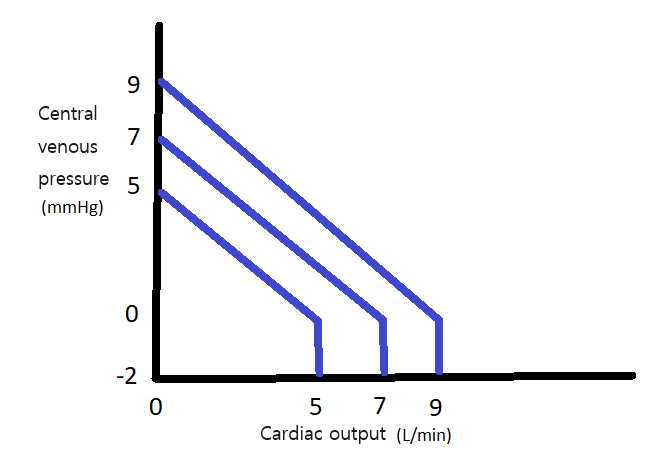
심박출량의 변화에 따른 중심정맥압의 경향. 세 가지 기능은 생리학적 조건(중앙), 감소된 전부하(예: 출혈, 하단 곡선) 및 증가된 전부하(예: 수혈 후, 상단 곡선)의 추세를 나타낸다.

## 같이 보기
- 심장 기능 곡선
- 오른심방압력